# 温山病
温山病是发生在韩国蔚山市蔚州郡温山邑的一种疾病。在1980年代時出現，由工厂排放的重金属引起。讓韓國大眾開始著重環境的相關議題。 